# 金子哲也
金子 哲也（かねこ てつや、1970年1月17日 - ）は、NHKのチーフアナウンサー。

## 人物・来歴
東京都出身。麻布高等学校を経て慶應義塾大学経済学部卒業後、1994年に入局。
祖父に元蕨市長金子吉衛、叔祖父に浦和画家の金子徳衛がいる。
有野晋哉に似ている。

## 現在の担当番組・業務
- 関西地方のニュース
- ニュース845（不定期）
- アナウンスグループ統括・部長級
- 大阪局制作番組の編集責任

## 過去の担当番組
津放送局時代（1994年度 - ）
- 三重県のニュース・中継・リポート
- スポーツ実況

青森放送局時代（ - 2001年度）
- 青森県のニュース・中継・リポート
- NHKニュースおはよう青森（不定期）
- スポーツ実況

奈良放送局時代（2002年度 - 2006年7月）
- ニュースかんさい発 奈良（キャスター）
- ニュースなら610[2]（キャスター）
- なら845（不定期）

東京アナウンス室時代（1度目）（2006年8月 - 2008年度）
- NHK BSニュース（2006年8月 - 2007年3月）
- NHKニュースおはよう日本（2007年4月 - 2008年3月、平日4時台・隔週担当）
- 首都圏ネットワーク（2006年8月7日 - 11日）夏季休暇中の宮崎浩輔の代理
- 首都圏ニュース845（2006年8月11日）夏季休暇中の宮崎浩輔の代理
- ニュースウオッチ9 ニュースリーダー（2008年4月 - 2009年3月）
- きょうのニュース&スポーツ（2008年4月 - 2009年3月）

仙台放送局時代（2009年度 - 2011年度）
- 宮城県・東北地方のニュース・中継・リポート
- NHKニュースみやぎ845（不定期）
- クローズアップ東北・クローズアップみやぎ キャスター
- てれまさむね（谷地健吾不在時の代理）

東京アナウンス室時代（2度目）（2012年度 - 2014年1月）
- NHK BSニュース（平日 22:50 - 翌1:00）（2012年度）
- 首都圏ニュース（月 - 金の祝日）（2012年度）
- ニュースウオッチ9 ニュースリーダー（2012年4月 - 2013年3月）
- 首都圏ネットワーク リポーター（2013年4月 - 2014年1月）

水戸放送局時代（2014年2月 - 2018年6月）
- 茨城県のニュース・中継・リポート
- 茨城ニュース いば6（髙橋康輔・森花子・大野済也不在時の代理、編集責任）
- 茨城ニュース845（不定期）
- いばっチャオ（編集責任）
- 茨城スペシャル（編集責任）
- 高校野球 茨城大会の実況
- 放送部副部長（アナウンス統括）
- 水戸局制作番組の編集責任

東京アナウンス室時代（3度目）（2018年6月 - 2021年6月）
- 2021年度には、新人アナウンサー研修の講師を担当した。
- デスク業務

広島放送局時代（2021年7月 - 2024年7月）
- 大雨関連特設ニュース（2023年7月8日・全国放送） - 広島放送局より中国地方の災害状況を伝えた[注 2]。
- 以下のニュースをシフト勤務で担当
- 広島県・中国地方のニュース
- おはようちゅうごく（土曜及び日曜）
- ひろしまニュース845→お好み845
- ニュースちゅうごく645（2021年度まで）
- お好みワイドひろしま（夏休み期間などの18:45 - 18:59の短縮版）
- お好みサタデー
- お好みサンデー
- お好みホリデー
- 放送部アナウンス専任部長（2021年7月-2023年3月）→コンテンツセンターアナウンスグループ統括・部長級（2023年4月-2024年7月）
- 広島局制作番組の編集責任

## 同期のアナウンサー
中野純一・三上弥・鹿島綾乃・高橋美鈴・浅野正紀・田中朋樹・小田切千・坂梨哲士・石井麻由子・石井哲也・三橋大樹・北村紀一郎・阪本篤志・泉浩司・伊藤源太・斎藤政直・高木康博・昼間敬仁・山岡裕明・山下清貴